# ヘルマン・ヤンセン (都市計画家)
ヘルマン・ヤンセン（E.h.Hermann Jansen、1869年5月28日 - 1945年2月20日）は、ドイツの建築家、都市計画家。
ニュルンベルクやプロシア時代のベルリン地区開発計画、トルコ共和国の首都アンカラ、中国上海といった都市の都市計画などで知られる。ベルリン大学教授、ほかベルリン建築家クラブ、ドイツ建築家協会理事、ベルリン美術学校教授とプロシア公共事業省建設部門役員なども歴任した。

## 生活と仕事
1871年に菓子職人フランツ・ザビエル・ヤンセンと妻マリア・アンナ・カタリナアーノルディとの間に生まれた。アーヘンの人文カイザー-カリス-ホッホシューレの後、ヤンセンはカールヘンリチのアーヘン工科大学で建築と都市計画を学ぶ。1893年に卒業後ヤンセンは、アーヘンの建築設計事務所で働いていた。
1897年、ベルリンに渡り、ヤンセンが描いた自身のビジネスのため、建築家ルートヴィヒ・ホフマンや1899年にはウィリアム・ミュラーらと、短期間ベルリン市での活動に参加。同年、故郷アーヘンのためにデザインしたペルツァー塔を手がける。1903年、最初ミュンヘンで1902年に出版された建築雑誌「ビルダー」（1903年から1916年）の出版を引き継ぎ、1929年まで主宰する。

## 「大ベルリン」と都市計画展覧
当時のベルリンの街とその周辺の町や都市が民間投資が原因で莫大な成長をとげていた。予定外の都市成長という性質のために、いくつかの主要都市の課題が浮上していた。これらは、住宅の供給、効率的な輸送のための能力、および公共オープンスペースの需要が含まれている。民間の圧力が装着すると、市は、成長を導くための手段を計画見て、1908年に「Grob-ベルリン」（グレーター・ベルリン）提案競技を主催。郊外から歴史的な中心部に及ぶ、大都市を形成するための領域として周辺の町とベルリン中心部にリンクする設計を出すためにプランナーや建築家を必要とした。
大ベルリンの開発のための基本計画から、基本計画を超えその周辺（後ミッテ地区、その時点ではまだ独立した町）10万人の大都市ベルリンの姿を描いたベルリンたるさらなる発展のための提案は、1910年に締め切り、1910年3月19日に、審査員からヨーゼフ・ブリックスらと組んだヤンセンらの案に受賞を決定。ヤンセンらは、プランナーの中でも大ベルリンのための包括的な計画を提出し、これが第一位となった。
以降「ヤンセンプラン」と呼ばれるこの提案は、グレーターベルリンのために最初の総合計画として委託される。ヤンセン計画では、ベルリンの開発はその後、小さな内輪と公園、庭園、森や草原を含む、緑の空間の大きな外輪、周囲に配置することができるであろうコンパクトな都心から放射状に広がるコリドーといった緑を介して接続されることになる。ヤンセンのデザインの緑の空間の中央焦点は好評で、ベルリン全体のオープンスペースの創出と保護のための基礎を築いた。
可能性の境界というスローガンの下での都市デザインではなく、通常の装飾された正方形の主要道路や関連緑地を横切ることなく、住民のための提案、交通機関の接続を介しての開発が含まれていた。
公共空間の焦点に加えて、ヤンセンの計画は、周辺地域と都市の中心部を統合することを目的に高速輸送システムを提案、ベルリン中心部を綿密に描き注目を集め称賛を受けた。ヤンセンのこの局面を作ったとして人気があるベルリンの計画は、都市拡大の側面で社会的に肯定的な住居の創設であった。これらの住居は、市内中心部の外で暮らすために、ベルリンで権限の低い社会階級のための新しい機会を形成することを意図して、小さな集落内の単一の家の形を成した。